# Horse the Band
Horse the Band (corriqueiramente estilizado como HORSE the band) é uma banda estadunidense de metalcore e nintendocore formada em 1999.
O tecladista Erik Engstrom usa um sintetizador Korg MS2000 para obter os sons 8-bits característicos da banda, e mais recentemente, tem usado o famoso sintetizador Roland Juno-D e um cartucho LSDJ de Gameboy.

## Membros

### Membros atuais
- Nathan Winneke – vocais
- Chris Prophet – bateria
- David Isen – guitarra
- Dashiell "Dash" Arkenstone – baixo
- Erik Engstrom – teclado

### Ex-membros
- Andy Stokes – baixo
- Adam Crook – vocais
- Eli Green – bateria
- Jason Karuza – bateria
- Jason Robert - baixo

(Nathan Winneke, antes de ser vocalista, tocava baixo, e antes disso, bateria)

## Discografia

### Álbuns de estúdio
- Secret Rhythm of the Universe (2001)
- R. Borlax (2003)
- The Mechanical Hand (2005)
- A Natural Death (2007)
- Desperate Living (2009)

### Demo
- Scabies, The Kangarooster, and You (1999)

### EP
- I Am a Small Wooden Statue on a Patch of Crabgrass Next to a Dried Up Riverbed (2001)
- Beautiful Songs by Men (2002)
- Pizza (2006)

### Videografia
- The Effing 69 World Tour (2004)